# The Ladder
| 전문가 평가                   | 전문가 평가 |
| 평가 점수                     | 평가 점수   |
| 출처                          | 점수        |
| ----------------------------- | ----------- |
| AllMusic                      | [ 1 ]       |
| The Daily Vault               | C+          |
| Encyclopedia of Popular Music | [ 3 ]       |
| Progressiveworld              | (favorable) |
| The Rolling Stone Album Guide | [ 5 ]       |

《The Ladder》는 영국의 프로그레시브 록 밴드 예스의 열여덟 번째 스튜디오 음반이다. 1999년 9월 20일, 이글 레코드를 통해 발매되었으며 2년 전 키보디스트 이고르 호로셰프가 추가된 이후 6명의 정규 멤버와 함께 녹음된 유일한 스튜디오 음반이다. 이 음반은 1998년 밴드가 그들의 이전 음반인 《Open Your Eyes》 (1997년)를 투어하던 중 캐나다 밴쿠버를 방문했을 때 시작되었다. 그들은 프로듀서 브루스 페어번을 만났고, 그들은 아머리 스튜디오에서 녹음된 후속 음반을 작업하기로 동의했다. 마지막 녹음과 믹싱 세션에서 페어번은 심장마비로 예기치 않게 사망했고, 예스는 그에게 음반을 헌정했다.
《The Ladder》는 이 음반을 밴드의 창의적인 형태로 돌아온 것으로 본 비평가들로부터 따뜻한 환영을 받았고, 영국 음반 차트에서 36위, 미국 빌보드 200에서 99위로 정점에 도달했다. 싱글은 〈Homeworld (The Ladder)〉, 〈Lightning Strikes〉, 〈If Only You Knew〉로 발매되었으며, 전자는 1999년 실시간 전략 게임 《홈월드》에서 사용되었다. 예스는 1999년~2000년 월드 투어로 음반을 지원했는데, 이 기간 동안 호로셰프는 그룹에서 해고되었고, 기타리스트 빌리 셔우드는 투어가 끝난 후 탈퇴했다.

## 배경
1998년 10월, 보컬리스트 존 앤더슨, 베이시스트 크리스 스콰이어, 기타리스트 스티브 하우, 드러머 앨런 화이트, 기타리스트 빌리 셔우드, 키보디스트 이고르 호로셰프의 예스 라인업은 그들의 열일곱 번째 스튜디오 음반인 《Open Your Eyes》 (1997년)를 지원하기 위해 12개월간의 월드 투어를 마쳤다. 그들의 다음 행보를 위해 그 그룹은 새로운 스튜디오 음반을 녹음할 때가 되었다고 느꼈다. 1998년 11월, 스콰이어는 캐나다의 프로듀서이자 음악가인 브루스 페어번과 함께 일하기로 합의했다고 언론에 확인했다. 브루스 페어번은 그들의 경영진인 레프트 뱅크 오가니제이션에 의해 그와 함께 다른 프로젝트에 참여했다. 밴드는 《Open Your Eyes》를 직접 프로듀싱했지만, 외부 프로듀서가 음악에 객관적인 귀를 주고 방향을 도와주기를 바랐다. 1998년 중반 캐나다 브리티시컬럼비아주 밴쿠버에서 열린 《Open Your Eyes》 투어 도중, 그들은 페어번을 방문했다. 하우는 "우리 모두 그에게 놀라울 정도로 잘 다가갔습니다. 우리는 그가 우리와 함께 일하는 것에 대해 '네'라고 말하기를 기도했습니다." 밴드의 팬이자 그들의 음악적 재능과 능력을 알고 있는 페어번은 그들과 함께 일하기로 동의했다.
하우는 그의 회고록에서 그 경험이 기대했던 대로 잘 되었다고 회상했다. 페어번은 밴드를 육성하고 도전했으며, 멤버들이 부분을 지나치게 더빙하고 그룹으로서 그들에게 방향을 제시할 때 그의 완전한 관심을 주었다. 동시에 그는 앤더슨의 가사에 대해 용서할 수 없는 비평가였으며, 때때로 그들을 삼진아웃시키고 그 가수에게 다음날 새로운 가사를 가지고 돌아오라고 말했다. 하우는 "그는 함께 일하기에 정말 훌륭했다"라고 썼다. "그는 음반을 만드는 방법을 정확히 알고 있었지만, 우리에게 어떻게 하는지 상기시켜야 했습니다."
1998년 11월 말, 예스는 밴쿠버로 돌아와 1999년 2월까지 생츄어리 스튜디오에서 그들의 새로운 자료를 쓰고, 리허설하고, 데모를 준비했다. 그들은 일본에서 《Open Your Eyes》 투어의 마지막 공연을 했기 때문에 장비를 밴쿠버로 배송하여 공연을 하도록 조직했다. 이 무렵, 호로셰프는 정회원이 되었다. 《The Ladder》는 오랜만에 예스가 집단적으로 음반을 쓰는 것을 보았고, 그들이 동의한 조건 중 하나는 멤버가 그들의 노래를 기부하면 밴드가 그것을 사용하지 않는다는 것이었다. 그런 다음 곡 섹션을 가져와 다른 곡과 결합했다. 특히 곡이 더 작업할 수 있도록 완성되지 않은 경우에는 더욱 그렇다. 페어번은 2주 동안 리허설에 참석했는데, 하우는 이전에 그와 함께 일했던 프로듀서들이 결코 신경 쓸 수 없었던 것이었다. 몇 곡의 데모곡을 제작한 페어번은 밴드가 작업할 가장 강력한 트랙 8곡을 선택했다.

## 곡 목록
모든 곡들은 존 앤더슨, 스티브 하우, 빌리 셔우드, 크리스 스콰이어, 앨런 화이트 그리고 이고르 호로셰프에 의해 작사/작곡하였다.
| #   | 제목                                  | 재생 시간 |
| --- | ------------------------------------- | --------- |
| 1.  | 〈Homeworld (The Ladder)〉            | 9:32      |
| 2.  | 〈It Will Be a Good Day (The River)〉 | 4:53      |
| 3.  | 〈Lightning Strikes〉                 | 4:35      |
| 4.  | 〈Can I?〉                            | 1:31      |
| 5.  | 〈Face to Face〉                      | 5:02      |
| 6.  | 〈If Only You Knew〉                  | 5:42      |
| 7.  | 〈To Be Alive (Hep Yadda)〉           | 5:07      |
| 8.  | 〈Finally〉                           | 6:01      |
| 9.  | 〈The Messenger〉                     | 5:12      |
| 10. | 〈New Language〉                      | 9:19      |
| 11. | 〈Nine Voices (Longwalker)〉          | 3:27      |